# 菅本裕子
菅本 裕子（すがもと ゆうこ、1994年 〈平成6年〉5月20日 - ）は、日本の実業家、自称「モテクリエイター」、タレント、YouTuber。HKT48の元メンバー。

## 経歴・人物
1994年5月20日、福岡県北九州市に生まれる。
2007年4月、中学校入学。中学在学中はあまり勉強もしていなかったが「頭のいい高校に入ったらかっこいいと思って」受験直前より猛勉強、2010年4月、福岡県立八幡高等学校入学。勉強には厳しい高校で、すぐに授業についていけなくなる。そんななか「もし受かったら芸能系の高校に転校して夏休みの宿題をしなくてもよくなる」という安易な気持ちでHKT48第一期生オーディションに応募。2011年7月10日、合格。10月23日、「『フライングゲット』全国握手会＠西武ドーム」で初お披露目。当時平均年齢13.8歳の第一期生の中では最年長だった。
2012年8月18日、HKT48を脱退。高校は中退。2022年5月20日、当時のことについて、ファンと個人的に連絡を取り脱退させられた事を自身のYouTubeチャンネルの生配信にて語っている。
その後は料理の専門学校に通ったり実家でニートとして過ごす。2015年、講談社「ミスiD 2016」準グランプリ受賞。応募するにあたって、なにか肩書がいると考え「モテクリエイター」と名乗り始める。青山裕企は「ぶりっ子であることにとても自覚的で、一周回って(本来嫌われる対象の)同性にも魅力を感じてもらうことのできる、「ネオぶりっ子」になれる逸材である気がします」とコメントしている。
2016年初めにInstagramを開始。2016年8月、個人事務所「株式会社KOS」を設立。同年10月YouTubeを開始。2022年現在のSNS総フォロワー数は190万人に到達。
2018年、ゼロ高等学院の学校顧問に就任。
2022年12月7日、シンガーソングライターで音楽プロデューサーのたなか（元・ぼくのりりっくのぼうよみ）と結婚したと発表。2023年のゴールデンウィークに結婚式を挙げたことを報告した。
2024年10月15日、自身のInstagramで第一子を妊娠したことを発表した。
2025年3月14日、第1子出産を報告。

### 起業家として
YouTubeを開始してから半年くらいでマネタイズできるようになった。いわゆるインフルエンサーマーケティングにより広告案件が増加、多いときには月に100本のオファーを数えた。それで会社を立ち上げることにした。2018年9月、スキンケアブランド「youange」を発売。その他カラーコンタクトレンズなどプロデュース。2021年夏、渋谷駅から徒歩3分の場所にオフィスを移転。2019年、ライバー事業を分社化し事務所「321」を設立。2022年現在、2500人以上のライバーを育成中。本人は『AERA』誌の取材に対し「人気もいつか衰退してしまう。インフルエンサーであり続けるには後輩を育成し、彼らのインフルエンサーにならなければいけない」と語っている。

## ディスコグラフィ

### シングル
AKB48名義
- 『ギンガムチェック』（2012年8月29日）に収録
  - あの日の風鈴 - 「ウェイティングガールズ」名義 EAN 4988003426774

### アルバム
AKB48名義
- 『1830m』（2012年8月15日）に収録
  - いつか見た海の底 - 「Up-and-coming girls」名義 EAN 4988003426767
  - 青空よ 寂しくないか? - 「AKB48+SKE48+NMB48+HKT48」名義 EAN 4988003426767

### 劇場公演ユニット曲
チームH 1st Stage「手をつなぎながら」公演
- ウィンブルドンへ連れて行って
- この胸のバーコード

## フィルモグラフィ

### イメージDVD
- イメージDVD「菅本裕子/ラストサマー」（2017年5月24日、イーネット・フロンティア）[19]

### 映画
- なっちゃんはまだ新宿（2017年12月、「なっちゃんはまだ新宿」フィルムパートナーズ） - なっちゃん 役[20]

### テレビ番組
- 14歳からのスタートアップ 〜Young CEO 魔法の杖〜（BSテレビ東京）
- 死役所 第3話（2019年10月31日、テレビ東京） - ゲスト出演[注 2]

### ラジオ
- HKT48のベイビィ〜★ラジオ(仮)（2012年4月5日 - 8月16日、FM福岡） - パーソナリティー

### ネット配信
- ゆうこす商店街25（2019年2月22日[21] ‐ 5月31日[22]、GYAO!）
- Qosmetic 8（2021年1月23日 - 3月13日、ABEMA） - MC[23]

## モデルとして

### 広報・キャンペーン
- めちゃコミック リアル書店フェア「めちゃ本屋さん selected by ゆうこす」（2019年5月31日 - 、アムタス・トーハン）[24]
- ワタシプラス by shiseido Today's Makeup Maker「Today's+キャンペーン」（2019年6月21日 - 、資生堂ジャパン） - コラボモデル[25]

### イベント
- GirlsAward（幕張メッセ）
  - 2017 AUTUMN／WINTER（2017年9月16日）[26]
  - 2018 SPRING／SUMMER（2018年5月19日）[27]
  - 2018 AUTUMN／WINTER（2018年9月16日）[28]
- KANSAI COLLECTION（京セラドーム大阪）
  - 2018 SPRING & SUMMER（2018年3月21日）[29]
  - 2022 AUTUMN & WINTER（2022年8月4日）[30]
- 札幌コレクション2019 Presented by BitStar（2019年4月27日、北海きたえーる）[31]

## 出版

### 写真集
- 翡翠に輝くキミ（2016年5月20日、グレイプス、撮影：飯田えりか）ISBN 978-4-294-00038-0
- チャーミング（2024年8月9日、講談社）[32][33][34]

### 著書
- #モテるために生きている!（2017年4月25日、ぶんか社 ぶんか社ムック）ISBN 978-4-8211-6696-1
- SNSで夢を叶える：ニートだった私の人生を変えた発信力の育て方（2017年9月14日、KADOKAWA）ISBN 978-4-04-896025-0
- ゆうこす モテコスメBOOK（2017年11月16日、宝島社）ISBN 978-4-8002-7830-2
- #ライブ配信の教科書（2020年8月20日、日経BP）ISBN 978-4-8222-8856-3
- ゆうこすBeauty：最近自分の見た目が好きすぎるかも。に、なれる本（2021年9月29日、KADOKAWA）ISBN 978-4-04-896971-0
- 共感SNS：丸く尖る発信で仕事を創る（2022年5月12日、幻冬舎 幻冬舎文庫）ASIN B09YRJY5VZ

### 関連書籍
- スティーブン・R・コヴィー 7つの習慣：スペシャルエディション “賢者のハイライト”ゆうこすVer.（2019年10月23日、キングベアー出版）ISBN 978-4-86394-087-1[注 3]